# Bernd Patzke
Bernd Patzke, född 14 mars 1943 i Berlin, är en tysk före detta fotbollsspelare och tränare. Han var med i VM 1966 då Västtyskland fick silver samt VM 1970 då Västtyskland vann brons.

## Meriter
1860 München
- Bundesliga: 1966

Tyskland
- VM Silver: 1966
- VM Brons: 1970